# 熱血硬派 番外亂鬥篇
《熱血硬派 番外亂鬥篇》是一款由Technōs Japan開發並發行在Game Boy的帶狀捲軸動作遊戲，於1990年12月7日在日本發售，是熱血系列在掌上遊戲機平台的首作。歐美地區改為雙截龍系列的續作，以“Double Dragon II”名稱由赞誉娱乐於1991年12月代理发行，並更改了圖形、音樂和故事情節。
雖然“Double Dragon II”是在Game Boy發行的第二款雙截龍系列遊戲，但和正統續作《雙截龍II 復仇》無任何關聯。